# Холливуд (Флорида)
Хо́лливуд (англ. Hollywood) — город в округе Брауард, штат Флорида, США. По данным на 1 июля 2006 года, население составляет 145 879 человек. Основан в 1925 году. Город сильно вырос в 1950-е и 1960-е, в настоящее время является десятым по величине городом Флориды.

## История
В 2007 году город был награждён премией «All-America City Award» (с англ. — «Всеамериканский город») присуждаемой Национальной гражданской лигой, которую неофициально называют «Нобелевской премией за конструктивное гражданство» и которая выдается за активную гражданскую позицию жителей некорпоративных сообществ Соединённых Штатов в жизни местного самоуправления. 

## Климат
| Показатель                    | Янв. | Фев. | Март | Апр. | Май | Июнь | Июль | Авг. | Сен. | Окт. | Нояб. | Дек. | Год    |
| ----------------------------- | ---- | ---- | ---- | ---- | --- | ---- | ---- | ---- | ---- | ---- | ----- | ---- | ------ |
| Абсолютный максимум, °C       | 31   | 34   | 33   | 34   | 37  | 36   | 37   | 37   | 37   | 37   | 33    | 31   | 37     |
| Средний суточный максимум, °C | 24   | 25   | 26   | 28   | 30  | 31   | 32   | 32   | 32   | 30   | 27    | 25   | 28     |
| Средний суточный минимум, °C  | 15   | 16   | 17   | 19   | 22  | 23   | 24   | 24   | 24   | 22   | 19    | 17   | 20     |
| Абсолютный минимум, °C        | −2   | −1   | 0    | 4    | 12  | 16   | 18   | 19   | 16   | 8    | 2     | −1   | −2     |
| Норма осадков, мм             | 74   | 68   | 71   | 99   | 160 | 254  | 170  | 174  | 209  | 163  | 116   | 67   | 1630,4 |
| Источник:                     |      |      |      |      |     |      |      |      |      |      |       |      |        |

## Население
По переписи 2010 года население составляло 140 768 человек (плотность 1986,1 чел./км²). Расовый состав был таков:
- 72,7 % белых
- 16,7 % афроамериканцев
- 2,4 % азиатов
- 0,4 % коренных американцев
- 0,1 % океанийцев
- 3,2 % представителей двух или более рас
- 4,5 % других рас

Доля испаноязычных жителей всех рас составляла 32,6 %.
Половозрастная ситуация была такова: 20,3 % младше 18 лет (из них 5,9 % младше 5 лет), 64,6 % от 18 до 64 лет, и 15,1 % от 65 лет и старше. Средний возраст 41,1 года. На каждые 100 женщин было 96,1 мужчин (то есть 51 % женщин и 49 % мужчин).

## Известные уроженцы и жители
- Джастис, Виктория Доун, американская актриса и певица, известная по роли Тори Вега в телесериале Виктория-победительница. В настоящее время проживает в Лос-Анджелесе.
- Блэйк, Стив Хэнсон, американский профессиональный баскетболист, играющий за команду «Лос-Анджелес Лейкерс».
- Дикинсон, Дженис Дорин, известная американская модель, актриса и фотограф. Позиционирует себя как первую супермодель в мире.
- Холл, Скотт Оливер, американский рестлер-тяжеловес, более известный под кличкой «Одинокий Волк».
- Констанс Фрэнсис Мэри Окелман, американская актриса, которая ввела в моду длинные волосы, закрывающие один глаз.
- Галеотти, Бетани Джой, американская актриса, музыкант, режиссёр, продюсер, автор песен. Известна благодаря ролям Мишель Бауэр Сантос в сериале Направляющий свет («Guiding Light», 1998—2000) и Хейли Джеймс Скотт в сериале Холм одного дерева («One Tree Hill», c 2003 года).
- Ридус, Норман Марк, американский киноактёр, сценарист, режиссёр. Наибольшую известность получил за роли в сериале «Ходячие мертвецы» и фильмах как «Кровь с молоком» (1997), «Тёмная гавань» (1998), «8 миллиметров» (1999), «Святые из трущоб» (1999), «Плавание» (оригинальное название «Floating», 1999), «Блэйд II» (2002) и телесериале «Ходячие мертвецы».
- Троман, Джозеф Марк, американский музыкант, соло-гитарист группы Fall Out Boy.
- Рикардо Лопес, сталкер Бьорк.

## Города-побратимы
- Сьюдад-де-ла-Коста (Уругвай)
- Гватемала (Гватемала)
- Мольендо (Перу)
- Герцлия (Израиль)
- Бая-Маре (Румыния)
- Игуэй (Доминиканская Республика)
- Влёра (Албания)
- Комодоро-Ривадавия (Аргентина)
- Роморантен-Лантене (Франция)